# Nicole P. Stott
Nicole Marie Passonno Stott es una ingeniera estadounidense y astronauta de la NASA. Trabaja en misiones espaciales a la Estación Espacial Internacional. Fue ingeniera de vuelo en la Expedición 20. Además fue asignada a la futura misión STS-133, que fue el penúltimo vuelo previsto para los transbordadores espaciales.

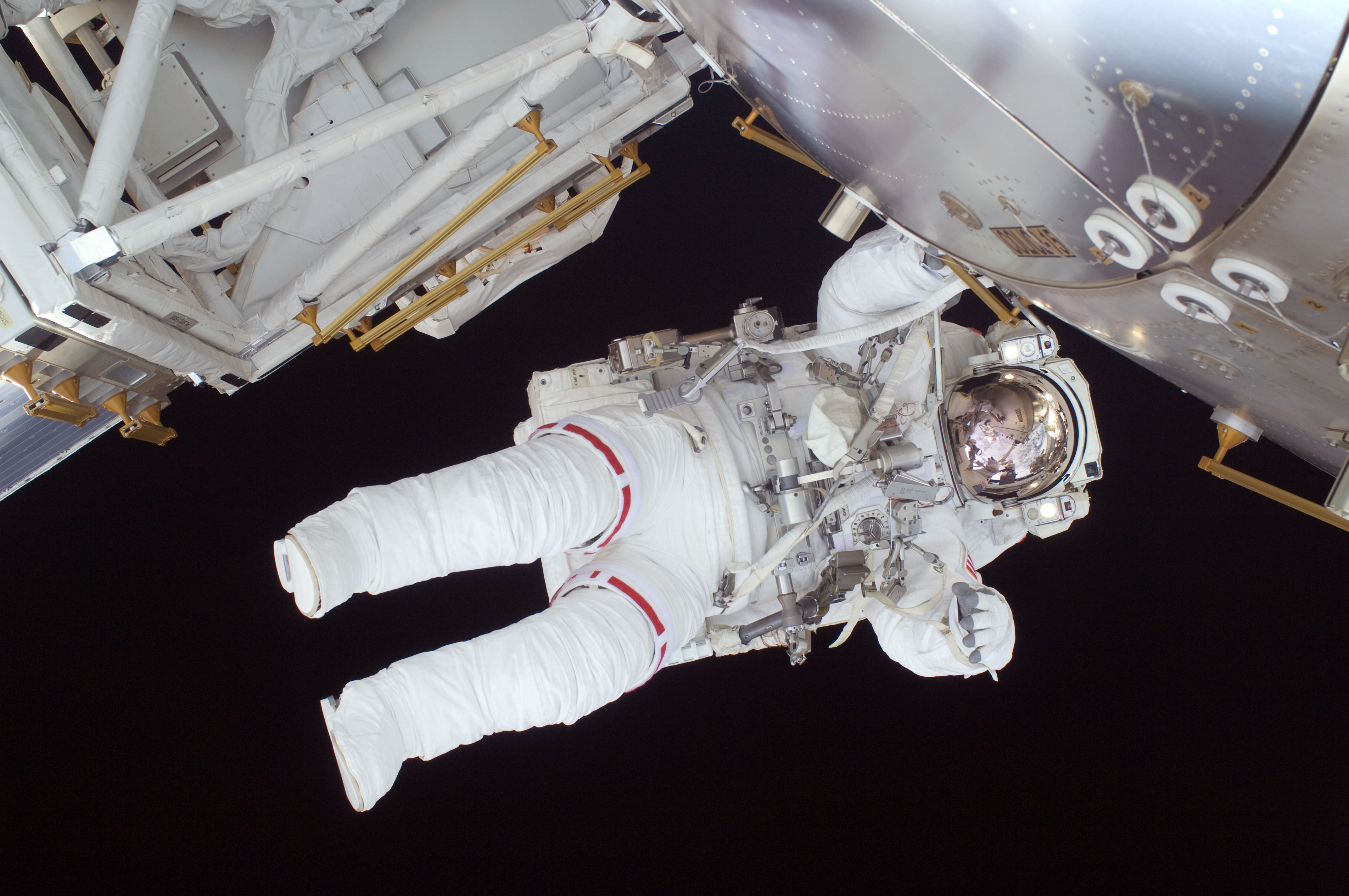
Video de Nicole Stott y John D. Olivas realizando el primer paseo espacial durante la STS-128, removiendo un tanque de amoníaco en el exterior de la Estación Espacial Internacional.
- Foto de Stott del paseo espacial
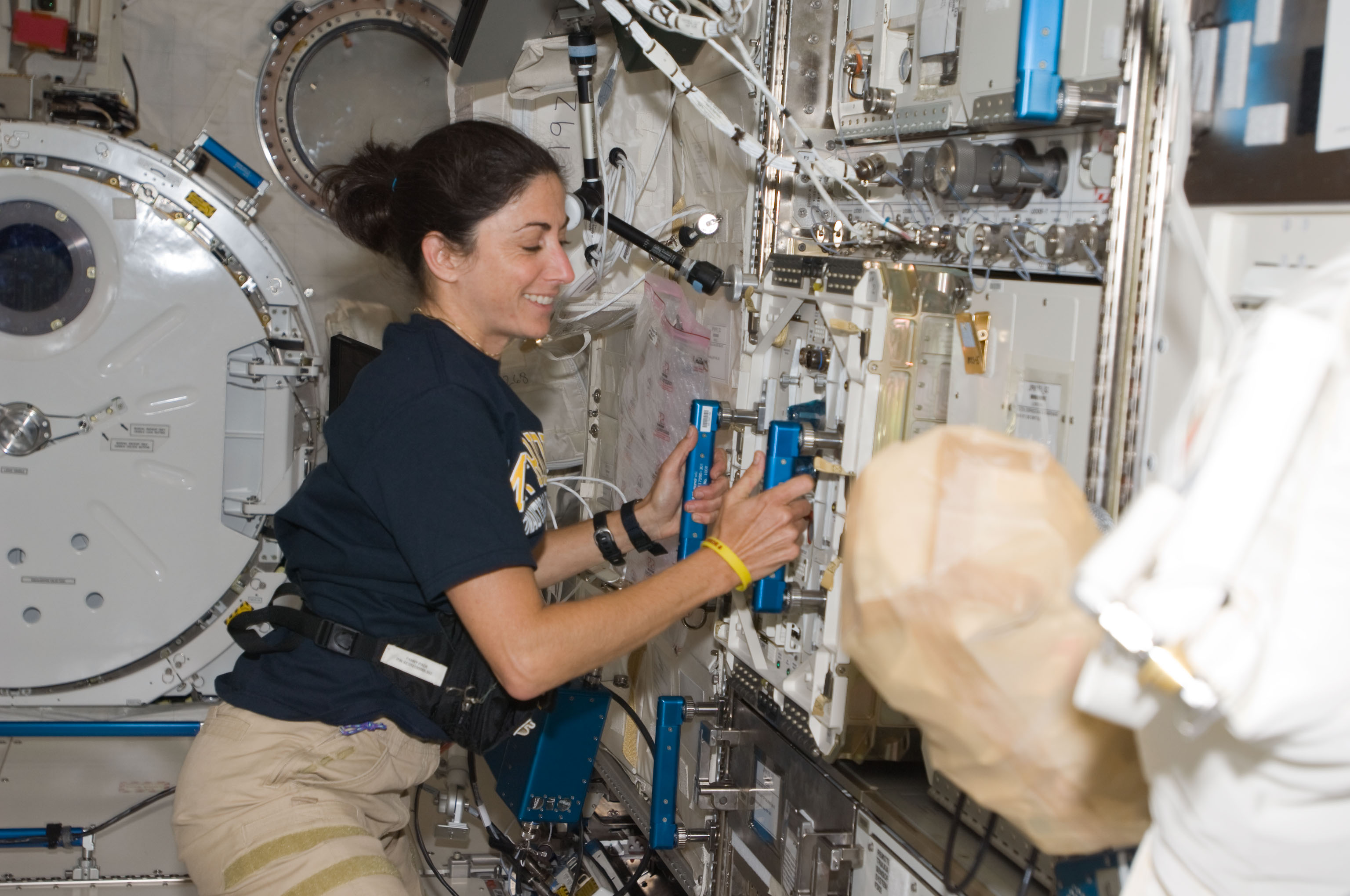
Nicole Stott trabajando en la Expedición 20, dentro de la ISS.